# Vitányi Iván
Vitányi Iván (Debrecen, 1925. július 3. – Budapest, 2021. szeptember 6.) magyar szociológus, esztéta, politikus, országgyűlési képviselő (1990–2014).

## Tanulmányai
1943-ban érettségizett a sárospataki Református Kollégiumban, majd a budapesti Pázmány Péter Tudományegyetem bölcsészkarán hallgatott filozófiát és esztétikát. Lukács György tanítványa volt. 1971-ben a pszichológiai tudományok kandidátusa, 1980-ban pedig a szociológiai tudományok doktora lett.

## Fiatalkora
1943-ban és 1944-ben népzenét tanult és gyűjtött, a Muharay-együttes tagja is volt. 1944-ben a Magyar Diákok Szabadságfrontjának és a Görgey-zászlóaljnak tagja lett, emiatt a Gestapo letartóztatta, Sopronkőhidán bebörtönözték. Az egyik szomszédos cellában volt bebörtönözve Bajcsy-Zsilinszky Endre.
A második világháború befejezése után 1947-ig a Magyar Népi Ének-, Tánc- és Játékegyüttes titkára, illetve 1946-ban rövid ideig a Magyar Színjátszók Egyesületének titkára is volt. 1946 és 1949 között a Tánc- és Kórusművészeti Kollégium titkáraként, illetve 1947 és 1950 között a Magyar Táncszövetség vezetőségi tagjaként is dolgozott.

## Tudományos és 56-os pályafutása
1949-ben kezdett oktatni a Színművészeti Főiskolán tánctörténetet, egészen 1952-ig. Eközben 1950 és 1957 között a Népművelési Minisztérium zenei főosztályának munkatársa is volt.
1953-ban a Nagy Imre-féle reformcsoport tagja lett, a Petőfi Kör üléseinek állandó résztvevője, illetve az 1956-os forradalom ideje alatt a Magyar Értelmiség Forradalmi Bizottságának tagja volt, emiatt elvesztette állását, esztergályostanuló lett.
1958-tól a Muzsika, majd 1964-től a Valóság című folyóirat munkatársa lett. 1972-ben a Népművelési Intézet igazgatójává nevezték ki, majd 1980-ban a Művelődéskutatási Intézet igazgatójává vált. 1986-tól az újonnan alakult Országos Közművelődési Központ főigazgatói tisztét töltötte be, 1992-ig.
1992-ben a Magyar Tudományos Akadémia Szociológiai Intézetének munkatársa lett, majd egy időben[mikor?] az igazgatótanács elnöke is volt. 1975 és 1985 az MTA Szociológiai Bizottságában is dolgozott.
Több társadalmi, kulturális szervezetben vállalt szerepet (pl. Kárpátaljai Kör, Művelődési Egyesületek Szövetsége).

## Politikai pályafutása
1945-ben lépett be a Magyar Kommunista Pártba, majd annak jogutódja, a Magyar Dolgozók Pártjának lett tagja. A forradalom után nem lépett be a Magyar Szocialista Munkáspártba, csak 1972-ben, mikor a Népművelési Intézethez került.
1988-ban az Új Márciusi Front egyik alapítója volt, majd 1989-ben a Magyar Szocialista Párt alapító tagja lett. Az alapítástól 1994-ig, majd 1998 és 2000 között az országos elnökségbe is beválasztották. 1990 és 1996 között az országos választmány elnöki tisztségét töltötte be. 2003-ban választották a párt művelődési tagozatának vezetőjévé. 1993 és 1995 között a Demokratikus Charta egyik szóvivője volt.
Az 1990-es országgyűlési választáson pártja országos listájáról szerzett mandátumot. 1994-ben Budapest 7. számú választókerületben (V–XIII. kerület) egyéni képviselői mandátumot szerzett. Ebben a ciklusban az Országgyűlés kulturális és sajtóbizottságának elnöke volt. 1998-ban újra egyéni mandátummal jutott be az Országgyűlésbe. 1998 és 2000 között a párt frakcióvezető-helyettese volt. 2002-ben és 2006-ban pártja budapesti, 2010-ben pedig országos listájáról szerzett mandátumot. 2005 és 2006 között rövid ideig újra frakcióvezető-helyettes volt.
2010-ben csatlakozott a Gyurcsány Ferenc által életre hívott Demokratikus Koalíció platformhoz, melynek egyik alelnöke lett. A platform 2011. október 22-én önálló párttá alakult Demokratikus Koalíció (DK) néven, amiben az egyes számú párttagkönyvet kapta meg, és amelynek örökös tiszteletbeli elnöke lett. (Ezzel MSZP-tagsága megszűnt.)

## Családja
Nős, felesége nyugdíjas könyvtáros. Két felnőtt fiúgyermekük van, egyikük szintén könyvtáros. Édesapja közjegyző, édesanyja háztartásbeli volt.

## Főbb művei
- Népi táncok; Szikra, Budapest, 1947 (Szabad Föld tavaszi vasárnapok könyvei)
- A tánc; Gondolat, Budapest, 1963
- A magyar néptáncmozgalom története 1948-ig; Népművelési Intézet, Budapest, 1964 (A magyar táncmozgalom története)
- Kaposi Edit–Vitányi Iván: A táncművészetről. Tanítóképző intézet, népművelés-könyvtár szak; Tankönyvkiadó, Budapest, 1965
- A "könnyű műfaj"; Kossuth, Budapest, 1965 (Esztétikai kiskönyvtár)
- Beat; szerk. Vitányi Iván; Zeneműkiadó, Budapest, 1969 (Zeneélet)
- Széltenger. Regény; Szépirodalmi, Budapest, 1969
- A zene lélektana; Gondolat, Budapest, 1969
- Sági Mária–Vitányi Iván: Kísérlet a zenei köznyelv experimentális vizsgálatára; TK, Budapest, 1970 (Tanulmányok MRT Tömegkommunikációs Kutatóközpont)
- Az "Extázis 7-10-ig" c. film fogadtatásáról; többekkel; TK, Budapest, 1970 (Tanulmányok MRT Tömegkommunikációs Kutatóközpont)
- Az ének-zenei általános iskolák hatása; többekkel; MRT TK, Budapest, 1971 (Tanulmányok MRT Tömegkommunikációs Kutatóközpont)
- Kodály művelődéspolitikai koncepciója; Városi Tanács, Debrecen, 1971
- Második prométheuszi forradalom; Magvető, Budapest, 1971 (Elvek és utak)
- A zenei szépség; Zeneműkiadó, Budapest, 1971
- Közösség – közönség. Cikkgyűjtemény; NPI, Budapest, 1972
- Lévai Júlia–Vitányi Iván: Miből lesz a sláger? Jelentés egy folyamatban lévő vizsgálat állásáról; MRT Tömegkommunikációs Kutatóközpont, Budapest, 1972 (Az MRT Tömegkommunikációs Kutatóközpontjának szakkönyvtára)
- Ének-zenei iskolába jártak...; szerk. Vitányi Iván; Zeneműkiadó, Budapest, 1972 (Zeneélet)
- Lévai Júlia–Vitányi Iván: Miből lesz a sláger? Az elmúlt 40 év slágereinek vizsgálata; Zeneműkiadó, Budapest, 1973 (Zeneélet)
- Kovalcsik József–Vitányi Iván: The cultural artistic behaviour of the youth in Hungary. A comprehensive study for UNESCO compiled the Hungarian Institute for Culture (Az ifjúság kulturális-művészi magatartása Magyarországon); Baranyi Antal nyomán; Népművelési Intézet, Budapest, 1974
- Culture – counter-culture – youth; angolra ford. Rácz Éva; Institute for Culture, Budapest, 1975 (Studia culturae publicae dedita)
- Forschungsmethoden der gesamtkulturellen Tätigkeit (A közművelődés kutatásának módszerei); Inst. für Kultur, Budapest, 1977
- Die Ebenen der Kreativität (A kreativitás szintjei); Inst. für Kultur, Budapest, 1977
- A közművelődés tudományos, szociológiai vizsgálatának elméleti alapjai, 1-4.; Népművelési Intézet, Budapest, 1977
- The methods of general cultural educational research (A közművelődés kutatásának módszerei); Institute for Culture, Budapest, 1977
- Sági Mária–Vitányi Iván: Experimental research into musical generative ability. Psycho-sociological experiments with music in Hungary; angolra ford. Frigyesi Judit; Institute for Culture, Budapest, 1978
- A kulturális intézmények rendszere és a művelődési otthon; Népművelési Intézet, Budapest, 1978
- Andrássy Mária–Vitányi Iván: Ifjúság és kultúra. A fiatalok kulturális, művészeti magatartása; Kossuth, Budapest, 1979
- Sági Mária–Vitányi Iván: The role of creativity in work and in the learning process; Institute for Culture, Budapest, 1979
- Valóság és lehetőség a művelődési otthonban; összeáll., szerk. Vitányi Iván; NPI, Budapest, 1979
- Sági Mária–Vitányi Iván: Két tanulmány a kreativitás problémáiról; Népművelési Intézet, Budapest, 1979
- A szocialista társadalom kívánatos művelődési modellje, a lehetséges fejlesztési stratégiák Magyarországon. Részletek az Országos Tervhivatal prognózis-programjának. A kultúra iránti igények alakulásának prognózisa pontjához, 1-5.; Népművelési Intézet, Budapest, 1980-1981
- Vitányi Iván–Földiák András: A kulturális intézmények rendszere, a művelődési otthonok és művelődési közösségek; NPI, Budapest, 1980 (Közművelődési ismeretek)
- Sági Mária–Vitányi Iván: The transmission of culture in the family in the age of the scientific-technical revolution. Background study from Hungary; matematikai kiértékelés Göndör György; Institute for Culture, Budapest, 1980
- Vitányi Iván írásai; szerk. Berzsenyiné Lendvay Ágnes; Népművelési Intézet, Budapest 1980
- Harangi László–Vitányi Iván: A summary analysis of the comparative study of the leisure institutions in Hungary and in Illinois; Print. Office of the Institute for Culture, Budapest, 1981
- Társadalom, kultúra, szociológia; Kossuth, Budapest, 1981
- Sági Mária–Vitányi Iván: The role of creativity in work and in the learning process; Institute for Culture, Budapest, 1982
- Vitányi Iván–Sági Mária–Lipp Márta: A kultúra közvetítése a családban; Művelődéskutató Intézet, Budapest, 1982
- A társadalmi-gazdasági fejlődés kulturális dimenziója; Művelődéskutató Intézet, Budapest, 1983
- Vitairat a mai magyar művelődésről; Gondolat, Budapest, 1983
- M. Kiss Sándor–Vitányi Iván: A magyar diákok szabadságfrontja; Antifasiszta Ifjúsági Emlékmű Szervezőbizottsága–Művelődéskutató Intézet, Budapest, 1983
- Vitányi Iván–Földiák András: A kulturális intézmények rendszere, a művelődési otthonok és művelődési közösségek. Oktatási segédanyag; NPI, Budapest, 1983 (Közművelődési ismeretek)
- The goals, methods and achievements of cultural policies as reflected in the social development of countries (A kulturális politikák célja, módszerei és eredményei az egyes országok társadalmi fejlődésének tükrében); Institute for Culture, Budapest, 1983
- The historical roots of leisure. A sketchy analysis of the problems; Institute for Culture, Budapest, 1983
- Cultural dimension of socio-ecinomic development. Unesco Joint Study. Meeting. Budapest, December 12-15, 1983. Working papers, 1-2.; Institute for Culture, Budapest, 1983
- Obsesztvo, kulʹtura, szociologija (Társadalom, kultúra, szociológia); bev. I. Sz. Narszkij; Progressz, Moszkva, 1984
- The family and its culture. An investigation in seven East and West European countries; szerk. Manfred Biskup, Vassilis Filias, Vitányi Iván; Akadémiai, Budapest, 1984
- Egyharmadország. Tanulmányok; Magvető, Budapest, 1985 (Elvek és utak)
- European culture and world development. UNESCO joint studies for the European Cultural Forum; szerk. László Ervin, Vitányi Iván; Pergamon, Oxford, 1985 (Systems science and world order library; Pergamon international library of science, technology, engineering and social studies)
- "Európa-paradigma", európai kultúra, világkultúra; Művelődéskutató Intézet, Budapest, 1985
- A mai magyar társadalom művelődési helyzetéről; Magyar Szocialista Munkáspárt, Politikai Főiskola, Művelődéspolitikai Tanszék, Budapest, 1986
- Az "Európa-paradigma". Európai kultúra, világkultúra; Magvető, Budapest, 1986 (Gyorsuló idő)
- Az etikai tudat szerkezete. Történeti vázlat; Művelődéskutató Intézet, Budapest, 1986
- Kommercializálódik-e a művészet a hetvenes-nyolcvanas években Magyarországon? Vitaanyag; előterjesztő Vitányi Iván; Országos Közművelődési Központ, Budapest, 1987
- Rendszerváltás és kultúrpolitika. A konferencia rövidített jegyzőkönyve, 1991. november 29.; többekkel; Vita, Budapest, 1991 (Kulturális modell kutatások)
- Öt meg öt az tizenhárom. Az áprilisi front története; Gondolat–Vita, Budapest, 1993
- A társadalom logikája. Alapelvek a társadalom, a politika és a kultúra átalakulásának kutatásához; Pesti Szalon–Savaria University Press, Budapest–Szombathely, 1995
- Rendszerváltástól kormányváltásig; Savaria University Press, Szombathely, 1995 (Átiratok)
- A magyar társadalom kulturális állapota. Az 1996-os országos vizsgálat zárójelentése; Maecenas, Budapest, 1997
- A szociáldemokrácia jövőképe. Alapértékek; Napvilág, Budapest, 1997
- Szociáldemokrata charta. Elemzések és javaslatok a Magyar Szocialista Párt megújulásáért; összeáll. Vitányi Iván, szerk. Gurmai Zita; Szelén, Budapest, 1998
- 2040 – invokáció egy vitához. A jövőről, az ifjúságról és a szociáldemokráciáról; Szelén, Budapest, 1998
- The social democratic vision of the future; angolra ford. Gáthy Vera; Napvilág, Budapest, 1999
- Mérleg. Itt és most a szociáldemokráciáról; Kossuth, Budapest, 2000
- Sági Mária–Vitányi Iván: Kreativitás és zene. A generatív zenei képességek vizsgálata; Akadémiai, Budapest, 2003
- Kultúraelméleti és művelődésszociológiai írások; összeáll. Agárdi Péter; PTE FEEFI, Pécs, 2005 (Humán szervező (munkaügyi) menedzser sorozat)
- A magyar kultúra esélyei. Kultúra, életmód, társadalom; többekkel; MTA TKK, Budapest, 2006 (Magyarország az ezredfordulón I. Rendszerváltozás: piacgazdaság, társadalom, politika)
- Önarckép – elvi keretben. Szellemi önéletrajz; Pauz-Westermann, Celldömölk, 2007 (Pályám emlékezete)
- Új társadalom – új szemlélet. Kísérlet az emberi világ új jellemzőinek kritikai elemzésére; előszó Gyurcsány Ferenc; Táncsics Mihály Alapítvány–Napvilág, Budapest, 2007
- A feudalizmus továbbélése a mai Magyarországon; Noran Libro, Budapest, 2012
- A küszöbember. Életem történetei Horthytól Orbánig; Noran Libro, Budapest, 2014

## Díjai
- Radnóti Miklós antirasszista díj (2003)
- Lukács György-díj (2006)
- Szabadság Hőse emlékérem (2006)